# Великий Камен
Великий Камен (словен. Veliki Kamen) — поселення в общині Кршко, Споднєпосавський регіон, Словенія. Висота над рівнем моря — 295,1 м.